# The Real Adventure

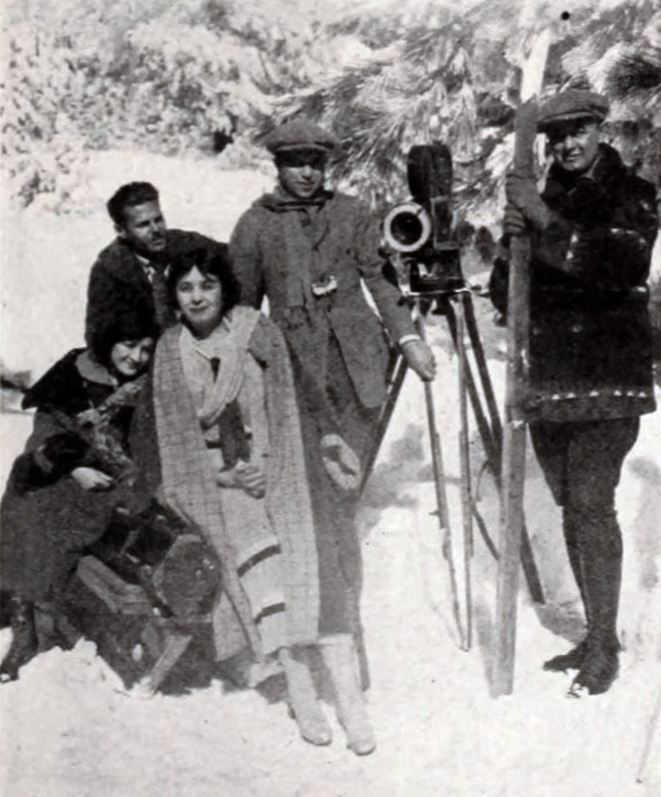
lorence Vidor, el director King Vidor i el director de fotografia George Barnes, a Pinecrest, Califòrnia

The Real Adventure és una pel·lícula muda dramàtica estatunidenca del 1922 dirigida per King Vidor, basada en la novel·la més venuda de Henry Kitchell Webster que es va publicar en sèrie el 1915 i es va publicar com a llibre el 1916. La Cinematèca de Tolosa té una impressió de la pel·lícula. El febrer de 2020, la pel·lícula es va projectar al 70è Festival Internacional de Cinema de Berlín, com a part d'una retrospectiva dedicada a la carrera King Vidor.

## Trama
Tal com es descriu en una revista de cinema, la impetuosa i testarruda Rose Stanton (Vidor) accidentalment coneix el famós advocat Rodney Aldrich (Fillmore) quan un conductor l'acosta de manera grollera per la seva tarifa de tramvia. És amor a primera vista i, després d'un breu festeig, es casen. Rose s'enfada amb Rodney mentre estan de lluna de mel al seu refugi de muntanya quan estudia d'un llibre de dret durant una hora. Ell la salva després que s'escapi en una tempesta de neu. De tornada a casa, després que el seu marit la ridiculitzi per haver intentat estudiar dret, decideix deixar-lo i, fent servir el nom de Doris Dane, es fa famosa a Nova York com a dissenyadora de vestits d'escenari. El seu marit la segueix a la ciutat i, després d'una reconciliació, tenen una comprensió total. La pel·lícula acaba quan un nen arriba a la residència Aldrich i comença l'autèntica aventura.

## Repartiment
- Florence Vidor com a Rose Stanton
- Clyde Fillmore com a Rodney Aldrich
- Nellie Peck Saunders com a Sra. Stanton
- Lilyan McCarthy com a Portia
- Philip Ryder com a John Walbraith

## Tema
A la història del cinema John Baxter identifica The Real Adventure (així com la seva Woman, Wake Up, també de 1922, com a primeres pel·lícules feministes: "[Ambdues pel·lícules] s'han guanyat un lloc a la història del cinema feminista amb la seva imatge d'una dona que lluita per tenir èxit en una societat masculina. A Woman, Wake Up, Florence Vidor s'implica en la societat per complaure al seu marit i té tant d'èxit en És que ell es posa gelós, mentre que a The Real Adventure, ella es transforma després del seu matrimoni amb un marit adinerat: estudia dret, puja a l'escenari com a corista, dissenya vestits, obre un saló, però s'adona que la llar i la família han de ser primer”.